# 里瓦德奥

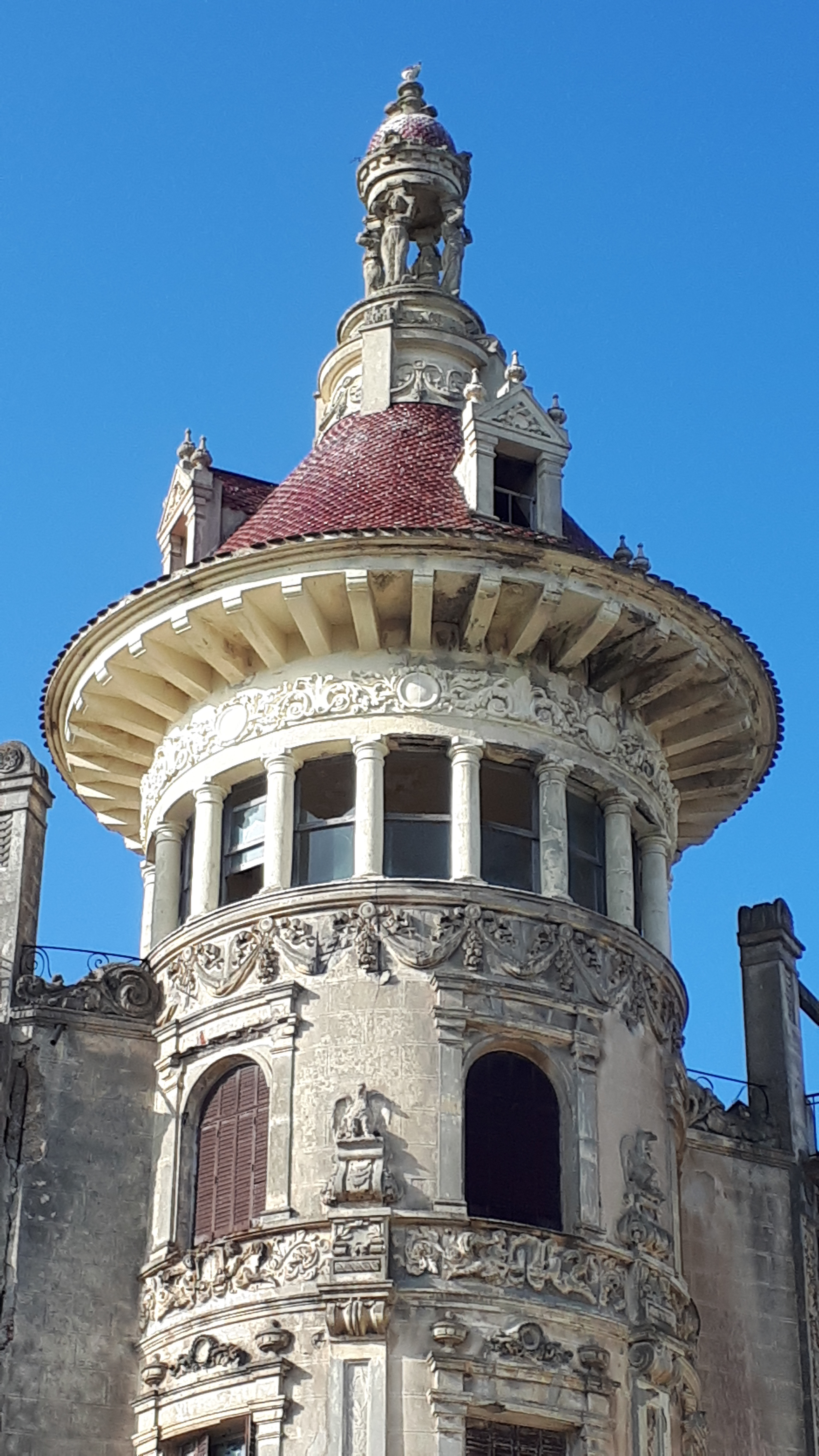
Torre de los Moreno (1915).

里瓦德奥，是西班牙加利西亚自治区卢戈省的一个市镇。 总面积109平方公里，总人口9035人（2001年），人口密度83人/平方公里。